# Odette Caly
Odette Caly, née le 3 janvier 1914 à Paris 3e et morte en novembre 1993 à Paris 14e, est une artiste peintre française.

## Biographie
Peintre de paysages, de fleurs, de compositions décoratives, de cartons de tapisseries et de vitraux, Odette Caly participe à de nombreuses expositions collectives à Paris, en province et à l'étranger : Salon d'Automne, Salon des Femmes Peintres, Salon de la Société nationale des beaux-arts.
Depuis 1954, elle réalise aussi de nombreuses expositions personnelles, surtout à Paris. Ceci ne l’empêche pas d’être présente à Rouen en 1955, Toulouse en 1960 et 1963, La Rochelle en 1965 et 1966, Rennes en 1965, Laren (Pays-Bas) en 1966, Montpellier en 1969. Elle obtient plusieurs prix régionaux.
Elle a peint également de nombreux cartons de tapisseries pour les manufactures de Beauvais et la Manufacture des Gobelins. Une de ses œuvres  La corbeille rose donna lieu à l'émission d"un timbre en 1984 au profit de la Croix Rouge.
Elle est inhumée au cimetière du Montparnasse (division 14).